# Нача (притока Бобра)
Нача — річка в Білорусі у Крупському й Борисовському районах Мінської області. Права притока річки Бобра (басейн Дніпра).

## Опис
Довжина річки 80 км, похил річки 0,5 м/км, площа басейну водозбору 526 км², середньорічний стік 3,6 м³/с. Формується притоками та безіменними струмками.

## Розташування
Бере початок за 1 км на північній стороні від села Боркі. Тече переважно на південний схід і на південно-східній стороні від села Велятичі впадає в річку Бобр, ліву притоку річки Березини.